# Historia królowej Estery
Historia królowej Estery (A História de Ester) – brazylijski miniserial telewizyjny z 2010 roku. Serial jest oparty na biblijnej Księdze Estery.

## Obsada[2]
- Daniela Camargo - Estera
- Giuseppe Oristanio - król Achaszwerosz (Aswerus)
- Serafim Gonzalez - Mardocheusz
- Renato Borghi
- Roberto Frota - Haman
- Fabiana Alvarez
- Vitor Hugo
- Abrahão Farc
- Sônia Lima
- Ernando Thiago